# Trofeo Puchero
El Trofeo Puchero de Alcorcón es un trofeo amistoso de verano disputado desde 1974 en la ciudad de Alcorcón, Madrid (España). El mismo comenzó a disputarse en 1975 y el nombre de Puchero viene asociado a la gran pujanza de la industria alfarera de la ciudad. Durante las temporadas de 1992, 1993 y 1994 el trofeo cambió de denominación y se llamó Trofeo Villa de Alcorcón, para recuperar su nombre posteriormente.
Suele coincidir con la celebración de las fiestas patronales de la ciudad (Virgen de los Remedios) en la primera semana de septiembre.
Contrariamente a lo que muchas publicaciones citan, el primer Trofeo Puchero que conquistó la A. D. Alcorcón fue en 1978 y no en 1980.
El equipo de la ciudad, el A. D. Alcorcón, fundado en 1971, se enfrenta todos los años a un rival de categoría regional o nacional. A partir del año 2000 los rivales invitados al trofeo comienzan a subir de nivel y aparecen equipos de la 1.ª División y 2.ª División.
Se juega en el Estadio Santo Domingo. La edición de 2017 es la primera que juegan la final dos equipos de Alcorcón: la A. D. Alcorcón y el C. F. Trival Valderas Alcorcón.
En la edición XLVII de 2024 el Trofeo se realizó por primera vez entre dos equipos de fútbol femeninos, el propio A. D. Alcorcón Futfem y el Madrid C. F. F.

## Palmarés
Trofeo Alcorcón-Santo Domingo
| Año  | Edición                | Campeón        | Resultado | Subcampeón     |
| ---- | ---------------------- | -------------- | --------- | -------------- |
| 1974 | I Trofeo Santo Domingo | A. D. Alcorcón | 6-2       | C. D. Móstoles |

Trofeo Puchero-Ayuntamiento de Alcorcón
| Año     | Edición      | Campeón                 | Resultado      | Subcampeón                     |
| ------- | ------------ | ----------------------- | -------------- | ------------------------------ |
| 1975    | I            | Castilla C. F.          | 0-0 (pen.)     | A. D. Alcorcón                 |
| 1976    | II           | Club Getafe Deportivo   | 3-1            | A. D. Alcorcón                 |
| 1977    | III          | A. D. Torrejón          | 2-1            | C. D. Móstoles                 |
| 1978    | IV           | A. D. Alcorcón          | -              | R. C. D. Carabanchel           |
| 1979    | V            | Talavera C. F.          | 1-0            | A. D. Alcorcón                 |
| 1980    | VI           | A. D. Alcorcón          | 1-0            | C. D. Leganés                  |
| 1981    | VII          | Talavera C. F.          | -              | C. D. Móstoles                 |
| 1982    | VIII         | Rayo Vallecano          | 0-0 (pen.)     | A. D. Alcorcón                 |
| 1983    | IX           | C. F. Fuenlabrada       | -              | Rayo Vallecano                 |
| 1984    | X            | A. D. Alcorcón          | 2-1            | C. D. Móstoles                 |
| 1985    | XI           | Atlético Madrileño      | 3-0            | A. D. Alcorcón                 |
| 1986    | XII          | A. D. Parla             | 3-0            | A. D. Alcorcón                 |
| 1987    | XIII         | A. D. Alcorcón          | -              | R. C. D. Carabanchel           |
| 1988    | XIV          | -                       | -              | -                              |
| 1989    | XV           | -                       | -              | -                              |
| 1990    | XVI          | Rayo Vallecano          | 7-1            | A. D. Alcorcón                 |
| 1991    | XVII         | -                       | -              | -                              |
| 1992    | XVIII        | A. D. Alcorcón          | 1-1 (pen.)     | Real Ávila C. F.               |
| 1993    | XXIX         | C. D. Leganés           | 2-1            | A. D. Alcorcón                 |
| 1994    | XX           | Atlético de Madrid "B"  | 3-1            | A. D. Alcorcón                 |
| 1995    | XXI          | -                       | -              | -                              |
| 1996    | XXII         | -                       | -              | -                              |
| 1997    | XXIII        | Rayo Vallecano          | -              | A. D. Alcorcón                 |
| 1998    | XXIV         | Real Madrid C. F. "B"   | 2-0            | A. D. Alcorcón                 |
| 1999    | XXV          | Real Valladolid         | 2-1            | A. D. Alcorcón                 |
| 2000    | XXVI         | Rayo Vallecano          | 2-1            | A. D. Alcorcón                 |
| 2001    | XXVII        | A. D. Alcorcón          | 3-1            | C. D. Badajoz                  |
| 2002    | XXVIII       | Getafe C. F.            | 3-0            | A. D. Alcorcón                 |
| 2003    | XXIX         | -                       | -              | -                              |
| 2004    | XXXX         | C. D. Numancia de Soria | 1-1 (pen.)     | A. D. Alcorcón                 |
| 2005    | XXXI         | Getafe C. F.            | 3-2            | A. D. Alcorcón                 |
| 2006    | XXXII        | A. D. Alcorcón          | 1-1 (pen.)     | Atlético de Madrid             |
| 2007    | XXXIII       | A. D. Alcorcón          | 3-0            | Zamora C. F.                   |
| 2008    | XXXIV        | C. D. Guadalajara       | 0-0 (pen.)     | A. D. Alcorcón                 |
| 2009    | XXXV         | Rayo Vallecano          | 2-2 (pen.)     | A. D. Alcorcón                 |
| 2010    | No disputado | -                       | -              | -                              |
| 2011    | XXXVI        | A. D. Alcorcón          | 3-2            | Rayo Vallecano                 |
| 2012    | XXXVII       | A. D. Alcorcón          | 2-1            | Real Zaragoza                  |
| 2013    | XXXVIII      | A. D. Alcorcón          | 6-1            | Getafe C. F.                   |
| 2014    | XXXIX        | S. D. Éibar             | 2-1            | A. D. Alcorcón                 |
| 2015    | XL           | C. D. Leganés           | 2-2 (3:1 pen.) | A. D. Alcorcón                 |
| 2016    | XLI          | Rayo Vallecano          | 1-0            | A. D. Alcorcón                 |
| 2017    | XLII         | A. D. Alcorcón          | 2-1            | C. F. Trival Valderas Alcorcón |
| 2018    | XLIII        | Getafe C. F.            | 1-0            | A. D. Alcorcón                 |
| 2019    | XLIV         | A. D. Alcorcón          | 0-0 (4:2 pen.) | C. D. Leganés                  |
| 2020-22 | No disputado | -                       | -              | -                              |
| 2023    | XLV          | Rayo Vallecano          | 2-2 (4:1 pen.) | A. D. Alcorcón                 |
| 2024    | XLVI         | Madrid C. F. F.         | 3-2            | A. D. Alcorcón Futfem          |

## Campeones
| Equipo                           | Títulos | Ediciones                                                                    |
| -------------------------------- | ------- | ---------------------------------------------------------------------------- |
| A. D. Alcorcón                   | 13      | 1978, 1980, 1984, 1987, 1992, 2001, 2006, 2007, 2011, 2012, 2013, 2017, 2019 |
| Rayo Vallecano                   | 7       | 1982, 1990, 1997, 2000, 2009, 2016, 2023                                     |
| Getafe Deportivo / Getafe C. F.* | 4       | 1976, 2002, 2005, 2018                                                       |
| Castilla C. F.                   | 2       | 1975, 1998                                                                   |
| Talavera C. F.                   | 2       | 1979, 1981                                                                   |
| Atlético de Madrid "B"           | 2       | 1985, 1994                                                                   |
| C. D. Leganés                    | 2       | 1993, 2015                                                                   |
| A. D. Torrejón                   | 1       | 1977                                                                         |
| C. F. Fuenlabrada                | 1       | 1983                                                                         |
| A. D. Parla                      | 1       | 1986                                                                         |
| Real Valladolid                  | 1       | 1999                                                                         |
| C. D. Numancia de Soria          | 1       | 2004                                                                         |
| C. D. Guadalajara                | 1       | 2008                                                                         |
| S. D. Eibar                      | 1       | 2014                                                                         |
| Madrid C. F. F.                  | 1       | 2024                                                                         |

(*) Al Getafe Club de Fútbol se le ha sumado el trofeo conseguido por su antecesor, el Club Getafe Deportivo.